# Kyrkberget
Kyrkberget is een plaats in de gemeente Säter in het landschap Dalarna en de provincie Dalarnas län in Zweden. De plaats heeft 191 inwoners (2005) en een oppervlakte van 25 hectare.